# المرأة في القتال

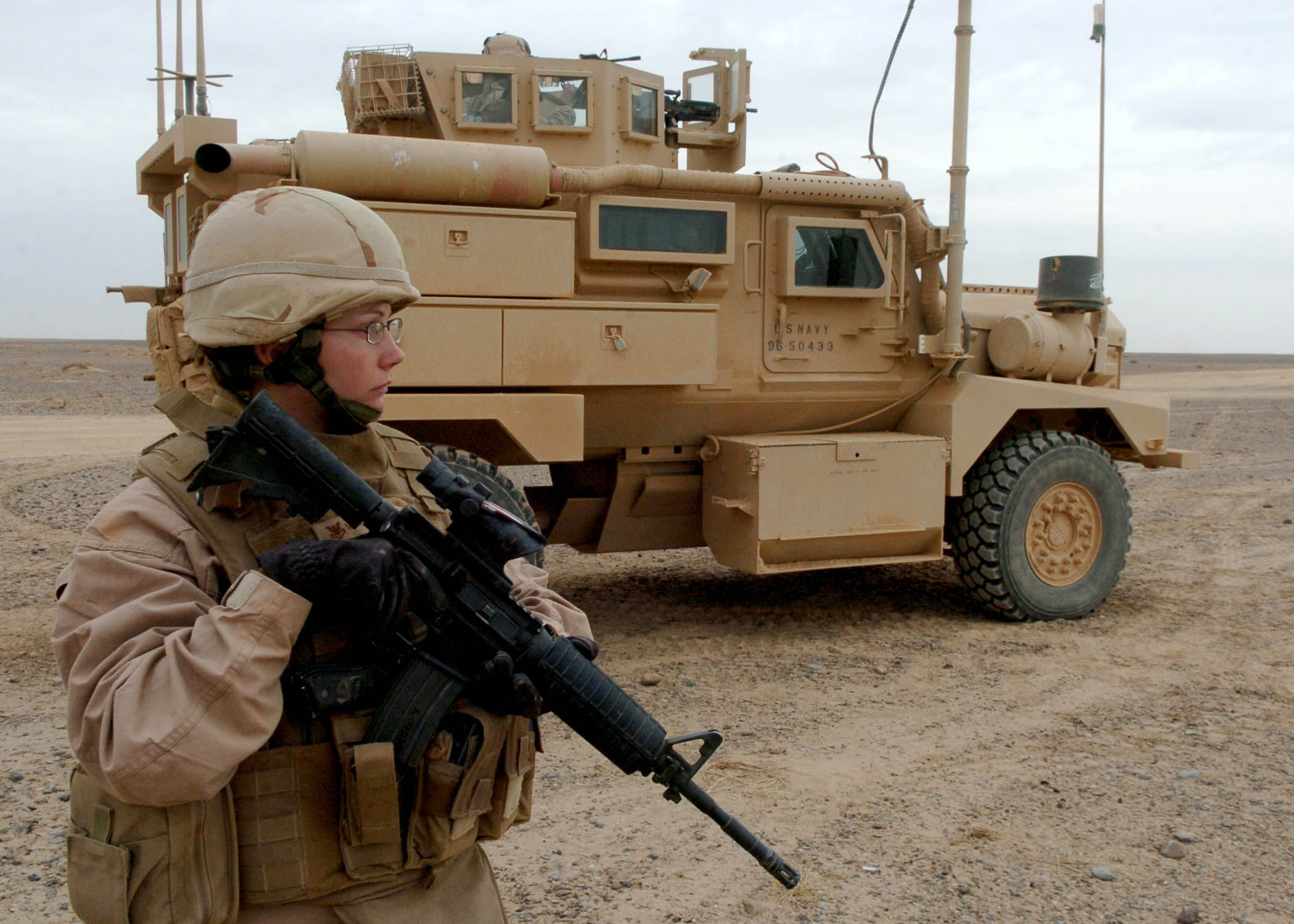
مهندسة في البحرية الأمريكية تقوم بالحراسة أثناء إنتشار الجنود في أفغانستان في عام 2009

المرأة في القتال هن النساء العسكريات المعينات في المناصب القتالية، فتتناول هذه المقالة الوضع في البلدان الكبرى، وتوفر منظورا تاريخيا، وتستعرض المعارضات الرئيسية المقدمة ضد مشاركة المرأة في القتال.

## خلفية تاريخية

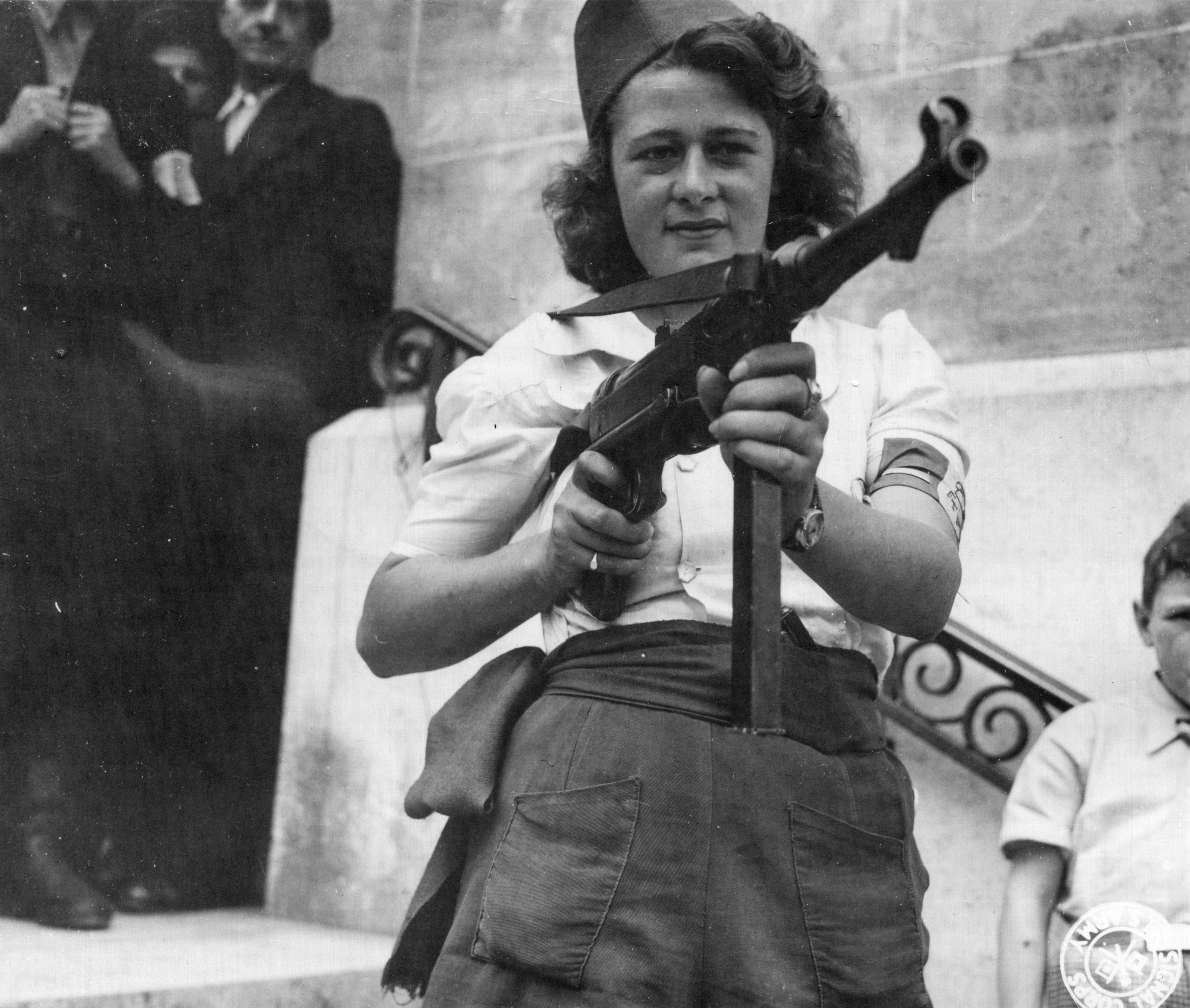
"سيمون سيغوين"، وهي من مقاتلات المقاومة الفرنسية عام 1944

الرجال هم معظم من خدم في الحروب على مر الزمان، ومع ذلك، ففي حالات قليلة، قد تم تسجيل خدمة بعض النساء في أدوار قتالية وهم متنكريّن في زي الرجال، أو بأدوار قيادية كالملكات، مثل الملكة بوديكا من قادت البريطانيين ضد روما، وجان دارك "Joan of Arc" المثال المشهور.

في الحرب العالمية الأولى، اُستخدمت روسيا بعد ثورة فبراير وحدة قتالية جمعيها من الإناث، كما شاركت الآلاف من النساء في القتال في الحرب الأهلية الإسبانية، أما في الحرب العالمية الثانية خدمت مئات الآلاف من النساء البريطانيات والألمان بأدوار قتالية بالوحدات المضادة للطائرات، حيث أسقطوا الآلاف من طائرات العدو، وتم قبولهن على نطاق واسع لأنهم لم يتعرضن لخطر الأسر، وفي الاتحاد السوفياتي، كان هناك استخدام واسع النطاق للنساء قرب الجبهة كعاملين في الطاقم الطبي وضباط سياسيون، وقام السوفيت أيضا بإعداد وحدات قناصة وطائرات مقاتلة حربية جميعها من الإناث، وتولت بعض من النساء أيضا أدوار قتالية في حركات المقاومة في الاتحاد السوفياتي ويوغوسلافيا.

## دول محددة

### باكستان
النساء في القوات المسلحة الباكستانية هن الجنود الإناث اللواتي يخدمن في القوات المسلحة الباكستانية، تشارك النساء في الجيش الباكستاني منذ عام 1947 بعد تأسيس باكستان، يوجد حاليا حوالي 4000 امرأة يخدمن في القوات المسلحة الباكستانية، وفي عام 2006، انضمت أول دفعة من طيارات المقاتلات النسائية إلى قيادة مهمة جوية قتالية من القوات الجوية الباكستانية.

### ألمانيا
في عام 2011 فتحت ألمانيا مجال العمل في جميع الوحدات القتالية للمرأة، مما زاد من عدد المجندات الإناث كثيرا، وقد تضاعف عدد القوات المسلحة الألمانية ثلاث مرات منذ عام 2001، وبحلول عام 2009 خدم ثمان مئة من الجنود الإناث في الوحدات القتالية.

### أستراليا
بدأ الجيش الأسترالي بخطة مستمرة لمدة خمس سنوات لفتح مجال توظيف النساء في المواقع القتالية عام 2011، حيث تم افتتاح الأدوار القتالية للخط الأمامي في يناير 2013، وكانت المواقع التي تتمكن المرأة من العمل بها هي: الغوص للتخلص من الذخائر المتفجرة في القوات البحرية، وحرس قوات الدفاع البري والجوي، وفي المدفعية وفي قوات المدرعات.

### كندا
في عام 1989، طلب تعيين القضاء بموجب قانون حقوق الإنسان الكندي دمج المرأة في القوات المسلحة الكندية «بكل السرعة الواجبة»، على الأقل بغضون العشر السنوات القادمة، وظلّ مجال العمل في الغواصات مغلق حتى عام 2000.

### الهند
بدأت الهند تجنيد النساء في مناصب غير طبية في القوات المسلحة في عام 1992، وفي 19 يناير عام 2007، تم نشر قوة الأمم المتحدة النسائية الأولى لحفظ السلام المؤلفة من 105 شرطية هندية في ليبريا، في عام 2014 شارك 3% من النساء في الجيش الهندي، و2.8% منهم في القوات البحرية، وفي القوات الجوية كانت النسبة الأعلى من النساء وهي 8.5 %، وفي عام 2015 أتاحت الهند أدوارًا جديدة للقوات الجوية القتالية للنساء كقائدة طائرة مقاتلة، مما أضاف إلى دورهن كطيارين طائرات هليكوبتر في سلاح الجو الهندي.

### الدنمارك
في عام 1988 أنشأت الدنمارك سياسة  «الشمول الكامل»، واقترحت عمل «محاولات قتالية»، فاختبرت كيفية محاربة النساء بالخطوط الأمامية للجبهة، وقد توصلت دراسة لوزارة الدفاع البريطانية لعام 2010 إلى أن المرأة تؤدي نفس عمل الرجل، وكل المواقع في الجيش افتتحت للمرأة ما عدا قوات العمليات الخاصة بسبب المتطلبات البدنية التي لا تنطبق على المرأة.

### فنلندا
يلزم التجنيد للرجل أما للمرأة فهو تطوعي، إذا أرادت المرأة التجنيد يُسمح لها بالتدرب لأدوار قتالية.

### فرنسا
يتكون خمس الجيش الفرنسي من النساء، تستطيع المرأة الخدمة في معظم مواضع الجيش ما عدا العمل في الغواصات ومكافحة الشغب، يسمح للمرأة بالخدمة في جند المشاة القتالية ولكن العديد من النساء لم تريد العمل فيه، وخدم 1.7 % فقط من النساء في جند المشاة القتالية.

### نيوزلندا
ليس لدى نيوزلندا قيود بأدوار المرأة في قواتها الدفاعية حيث تستطيع المرأة الخدمة في قوات الخدمات الجوية الخاصة وقوات المشاة والمدرعة والمدفعية، وتم تنفيذ هذا القانون في عام 2011 بواسطة التشريع الثانوي.

### النرويج
في عام 1985، أصبحت النرويج الدولة الأولى التي تسمح للمرأة بالخدمة في الغواصات، وأول قائدة نرويجية في الغواصات هي "سلوفيج كري Solveig Krey" وذلك في عام 1995، وفي عام 2015 جعلت النرويج المرأة مؤهلة بحصولها على الخدمة العسكرية الإلزامية.

### سريلانكا
تلعب المجندات الإناث دورا نشطا في كل قوات الخدمات الثلاث في العمليات المستمرة، ومع ذلك، يوجد هناك حدود معينة في مهمات «القتال المباشر» مثل القوات الخاصة وفرع الطيران والبحرية قوارب الهجوم السريع. 

### السويد
استطاعت المرأة الخدمة في جميع مواضع الجيش السويدي منذ عام 1998، وحاليا، حول 5.5% من جميع الضباط هم من النساء.

### تركيا
لقد أخذت المرأة التركية مهامها طواعية في الدفاع عن بلدها، على سبيل المثال، "نيني خاتون Nene Hatun"التي أقيم لها نصب تذكاري في مدينة أرضروم هي المرأة التي حاربت خلال الحرب العثمانية الروسية، كما تولّت المرأة التركية أيضا العديد من الأدوار الرئيسية في القتال في الحرب العالمية الأولى وحرب الاستقلال، فعلى سبيل المثال، «صبيحة كوكجن صبيحة كوكجن» قائدة طائرة مقاتلة تركية، قامت بتحليق 22 طائرة من مختلف الأنواع لمدة تفوق 8,000 ساعة و32 ساعة منها كانت لمهمات القتال والقصف النشط.

وقد تم توظيف المجندات الإناث كضباط في القوات المسلحة التركية اليوم، اعتبارا من عام 2005، يوجد هناك 1245 ضابطة شرطة وضابطة صف في القوات المسلحة التركية، تخدم الضابطة في كل الفروع ما عدا القوات المدرعة وجند المشاة وقوات الغواصة والدروع والمشاة والغواصات، ويتم النظر في الواجبات والترقيات والتدريب على قدم المساواة دون أي تحيز ضد المرأة.

### الولايات المتحدة
في الحرب العالمية الأولى والثانية خدمت المرأة في عدة أدوار مثل العمل في الفيلق كممرضات الجيش وفي فيلق الجيش للمرأة، وقامت المرأة أيضا آنذاك بعدة أدوار مثل الأعمال الكتابية، والميكانيكية وتحليل الصور والعمل بالصفائح المعدنية وبعض المواضع استخدمت كاختبار لقائدي الطائرات المقاتلة كالزنابير، وفي عام 1979، أصبحت مؤهلات التجنيد واحدة بالنسبة للرجال والنساء مع إتاحة التجنيد للمرأة إلا أنها منعت من أدوار القتال المباشر أو مهماته، أما في عام 1994 منعت إدارة الدفاع رسميا المرأة من الخدمة في القتال، وتمتلك الولايات المتحدة مجندات نساء في جيشها أكثر من أي دولة أخرى.

كانت الهجمات الإرهابية في 11 سبتمبر عام 20٠1 مرحلة محورية للمرأة في الجيش، كما تغيرت مهمات الجيش في العراق وأفغانستان فأدوار المرأة أيضا تغيرت في الرتب العسكرية، وفي عام 2016، أصبح لدى المرأة حق مساوٍ للاختيار من أي مجال عسكري مثل الوحدات البرية التي لم تكن مصرّحة للعمل فيها من قبل.

وفي 14 يناير من عام 2013، أزال ليون بانيتا وزير الدفاع الأمريكي حظر المرأة من الخدمة بالحرب، وما زال تنفيذ هذه القوانين مستمرا، وهناك بعض التخمين بأنه سيتوجب تسجيل المرأة في نظام الخدمة الانتقائية.

وفي 21 نوفمبر من عام 2013، أكمل أول ثلاث نساء دورة تدريب كتيبة مشاة الماينز في الولايات المتحدة وهم قد تخرجوا من مدرسة المشاة وهي قوات المشاة البحرية في الولايات المتحدة في كامب غايغر، شمال كارولينا، ولكن هؤلاء النساء الثلاث المتخرجات لم يسمح لهم بالخدمة في وحدات المشاة حتى تتقدم الدراسات بإثبات قدرتهم الجسمانية على تحمل هذا العمل.

وفي أبريل عام 2015 في فترة السنتين والنصف أصبحت دورة تعليم ضباط مشاة الماينز صعبة بقانون نوع الجنس للبحث ونتيجة لذلك لا يوجد أي أنثى متخرجة من هناك، قامت المشاركتان الأخيرتان في المارينز بتجربة تدريب أرض القتال وقد بدأت اللجنة الأولمبية الدولية وفشلت في الثاني من أبريل، وفشل جميع النساء باليوم نفسه خلال قسوة اختبار تحمل القتال الأولي.

عملت وحدات الجيش ووحدات الختم البحرية على خطة لفتح مناصب للمرأة على التوالي بحلول عام 2015 و2016، في أغسطس من عام 2015، كانت النقيبة كريستين جريست والملازمة الأولى شايع هايفر أول امرأتان تخرجا من قوات الصاعقة البرية الأمريكية على الرغم من الفشل في اجتياز الاختبارات المطلوبة للتجنيد في الفوج الخامس والسبعين، وفي عام 2016، أصبحت جريست أول امرأة ضابطة مشاة في الجيش الأمريكي عندما أثبت الجيش طلبها للنقل من وحدة الشرطة العسكرية.

في ديسمبر عام 2015، صرّح وزير الدفاع آشتون كارتر بأنه بحلول عام 2016 ستفتح كل وظائف القتال للمرأة. ولم يدعم هذا القرار رئيس الأركان المشتركة جنرال المشاة البحرية جوزيف دونفورد الذي أراد إبقاء بعض مواقع القتال المباشر مغلقة للمرأة مثل جند المشاة وسلاح المدفعية.

وفي مارس عام 2016، صادق آشتون كارتر على خططه الأخيرة من فروع الخدمة العسكرية وعمليات الولايات المتحدة الخاصة في طلب فتح كل وظائف القتال للمرأة وإعطاء المنشآت العسكرية تصريح للبدء في دمج مجندات الحرب «على الفور»، وفي 26 أكتوبر 2016، كان هناك عشرة نساء من أوائل الخريجات لدورة قائد القوات الأساسية لمشاة الجيش الأمريكي في فورت بنينغ جورجيا.

### المملكة المتحدة
في عام 2014، صرّح وزير الدفاع البريطاني مايكل فالون بأنه يأمل برفع الحظر عن النساء للخدمة في خط الجبهة بأدوار جند المشاة 'في العام المقبل أو نحو ذلك'.

مسائل في عمل المرأة في القتال: في الآتي قائمة بأهم المناقشات في مدى فعالية دمج الجنسين بالقتال من عدمها، تركز هذه المناقشة أكثر على الخواص البدنية للمرأة أكثر من السؤال عن إجمالي مساهماتها في الفرق والوحدات القتالية.   

## الشأن البدني
صرّح مركز التأهب العسكري "The Center for Military Readiness"، وهو منظمة تسعى إلى الحد من مشاركة المرأة في الجيش، إلى أن «المجندات الإناث بالمتوسط العام أقصر وأصغر من الرجال، و 45-50% أقل قوة في الجزء العلوي من الجسم لدى الرجال و 25-30% أقل من القدرة الحركية لدى الرجل، والتي تكون ضرورية للتحمل».

يعتبر الرجل بشكل عام على أساس علم الأحياء أكثر عدوانية، وهذا بالتأكيد ممكن أن يكون نافع في أوضاع القتال، أما العكس بالنسبة للإناث وهو أنهم أكثر رحمة ومسالمة من الرجال، وبسبب الاختلافات البيولوجية بطبيعة الإناث النفسية المتجهة نحو الرعاية وهو جين «الأمومة».

هذه الاختلافات في علم النفس ليست قاطعة، إذ أنه تم الاعتراف بمساهمة أنثى مهمة في 6 يونيو من عام 2005 عندما تسلمت النقيبة آن هيستر مكآفأة النجمة الفضية لأعمالها خلال المعركة بالأسلحة النارية التي كانت خارج بغداد، وهذه كانت أول نجمة فضية تمنح إلى مجندة في تاريخ الولايات المتحدة العسكري.

قامت الفرقة البحرية بتجربة من عام 2014 إلى عام 2015 مع وحدة القتال مندمجة الجنسين ووجدوا أن النساء تعرضن لإصابات مرتين أكثر من الرجال وهذا سبب مهم كافي لإزالتهم من المهمات العسكرية وأيضا تقل كثيرا دقة إطلاق النار من النساء عن الرجال في أوضاع محاكاة القتال، وجد أيضا أن لدى الجنود الإناث أداء أقل في مهمات القتال الأساسية مثل التفاوض لحل العقبات ونقل الجرحى من ساحة القتال.

## الشأن الاجتماعي
انقطاع المعنويات للوحدة القتالية كسبب آخر لحظر عمل المرأة في جبهة مواضع القتال، بإدعاء يستشهد وهناك قلق آخر من العلاقات العاطفية التي بين الرجال والنساء في خطوط الجبهة مما قد يخل بقدرة الوحدة على القتال والخوف من حمل عدد كبير من النساء عن قصد للتهرب من الواجبات القتالية، وفي الجيش البريطاني وهو الذي استمر في حظر المرأة من الخدمة في وحدات أدوار المشاة، انضم كل المجندين لملء الشواغر المشاركة في المشاة في برنامج تدريب منفصل يسمى دورة مشاة الرجل القتالية.

وفي القوات المسلحة الأمريكية، نصّت قوانين عام 1994 على منع مشاركة الأنثى في وحدات القتال من مرتبة اللواء أو أقل، جميعها المرأة محظورة فيها، العقيد شيري المتمركز في العراق، معارضا ذلك: «لقد أثبتت هذه الحرب أننا بحاجة إلى إعادة النظر بهذه السياسة لأن المرأة بالخارج تعمل بالقتال».

وثالث حجة ضد دخول المرأة في وحدات القتال هي تمركز المرأة في القتال حيث تكون تحت خطر الإمساك بها والتعذيب واحتمالية الاعتداء الجنسي عليها وهذا غير مقبول.

على سبيل المثال، روندا كورنوم جراحة الطيران الكبير والآن العميدة العامة وجراحة الأمر لقيادة قوات جيش الولايات المتحدة وقد كانت أسيرة حرب عراقي في عام 1991، وفي ذلك الوقت، طلب منها عدم ذكر أنها تعرضت للتحرش أثناء الأسر.

وبعد ذلك، كشفت كونوم عن الهجوم عليها ولكنها قالت: «يضخم العديد من الناس أمر التحرش»، وأضافت فيما بعد، ولكنه كان في التسلسل الهرمي للأشياء التي كانت تسير على خطأ، وكانت من أدنى الأشياء جدا على قائمتي.

وأخيرا هناك حجة مفادها بعدم دمج المرأة في القتال، إذ أن الحكومة الأمريكية تفشل في الاستفادة من مصدر آخر للجنود في العمليات القتالية العسكرية، وتدعي هذه الحجة أن الحكومة تنشئ جيش عسكري يعامل المرأة كمواطنة من الدرجة الثانية غير مساوية للرجل، وذكر مراقبون آخرون أنه بدون النساء الجيش سينقص لديه العديد من الموظفين ولن يتمكنوا من ملء هذا الفراغ.

## الشأن التكتيكي
يذكر اللفتنانت كولونيل ديف غروسمان بكتابه القتل بإيجاز أن الجنود الإناث في قوات الدفاع الإسرائيلي قد منعوا رسمياً من الخدمة في عمليات الجيش القتالية المغلقة منذ عام 1948، والسبب وراء إزالة الجنود الإناث من الجبهة كان أداءهم المنخفض ووأيضا بسبب سلوك ذكور جنود المشاة بعد أن شهدوا إصابة امرأة.

وقد شهد الجيش الإسرائيلي فقدانا كاملاً للسيطرة على الجنود الذين عانوا على ما يبدو من عدوان حماني غريزي لا يمكن السيطرة عليه، مضعفا بشدة الفعالية القتالية للوحدة، بينما في عام 2011، بعد نشر كتاب غروسمان بدأت المرأة في الخدمة في وحدات قتال الجيش الإسرائيلي في أساس تجريبي، وهناك الآن كتيبة مشاة فيها الذكور والإناث وهي كتيبة كاركال.

وفي نفس السياق، يذكر ميلودي كيمب أن الجيش الأسترالي أعرب أيضا عن مخاوف مماثلة قائلاً أن جنودهم " يترددون في أخذ النساء في عمليات الاستطلاع أو العمليات الخاصة وهم يخشون أيضا في حالة القتال أو الاكتشاف فأولويتهم ستكون حماية المرأة وعدم إكمال المهمة، في حين استطاع الرجال التبرمج على القتل، فإنه ليس من السهل برمجة الرجال على إهمال المرأة.

وقد أظهرت الدراسات الأخيرة من هارفارد ومعهد ماساتشوستس للتكنولوجيا أن مجموعة الاستخبارات من أي منظمة تتقدم بعملها عند وجود النساء في فرق العمل، لأن المرأة غالبا مايكون لديها مستوى أعلى من الحساسية والقدرة على معرفة مشاعر الناس الآخرين.

في تجارب المعركة اليوم، الحساسية الانفعالية هي مهارة مطلوبة جداً للمهنيين العسكريين، فلذا، وجود المرأة في الجيش سيزيد بقوة القدرة على استخلاص الاستخبارات المهمة.

وذكر غروسمان أيضا أن القوات المقاتلة الإسلامية نادرا ما تسمح للمجندات الإناث للعمل في الجيش، وبالمثل، غالبا لا يتعرض المدنيون العراقيون والأفغان للردع من جانب المجندات الإناث.